# Шива-пурана

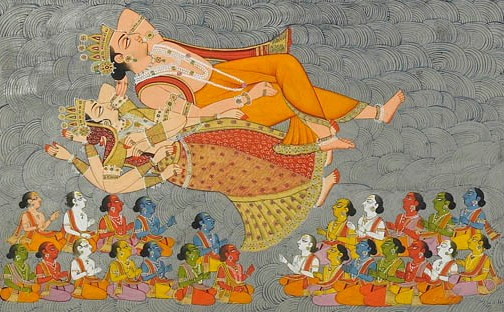
Сотворение космического океана и материальных элементов. Иллюстрация к «Шива-пуране» ок. 1828 года.

"Ши́ва-пура́на" (санскр. शिवपुराण) также «Шива-махапурана» (санскр. शिवमहापुराण) — священный текст индуизма на санскрите, одна из восемнадцати основных Пуран (называемых «махапуранами»). Согласно «Ваявия-самхите», изначально «Шива-пурана» называлась «Шайва-пураной» и состояла из 12-ти самхит и 1-го млн шлок. Затем великий мудрец Вьяса сократил текст до 24000 шлок и передал «Шива-пурану» своему ученику Ромахаршане (Ломахаршане).

## Редакции
Существует несколько редакций «Шива-пураны».
Редакция издательства «Bangabasi Press» от 1907 года
Впервые опубликована в Калькутте. Состоит из шести самхит (разделов), каждая из самхит разделена на главы называемые адхьяя, общее количество которых составляет 260:
- Джнана-самхита
- Видьешвара-самхита
- Кайлаша-самхита
- Санаткумара-самхита
- Ваявия-самхита (разделена на две части — Пурва-бхагу и Уттара-бхагу)
- Дхарма-самхита

Последующая редакция профессора Джагдишалала Шастри от 1950-го года
Состоит из семи самхит (разделов), Рудра-самхита разделена на кханды (подразделы).
- Видьешвара-самхита
- Рудра-самхита
  - Шришти-кханда
  - Сати-кханда
  - Парвати-кханда
  - Кумара-кханда
  - Юддха-кханда
- Сатарудра-самхита
- Котирудра-самхита
- Ума-самхита
- Кайлаша-самхита
- Ваявия-самхита

Харапрасад Шастри упоминает о манускрипте «Шива-пураны» сохранившемся в одном из матхов города Пури.
В этой редакции, «Шива-пурана» состоит из двух основных частей: Пурва-кханды и Уттара-кханды. Пурва-кханда состоит из 3270 шлок и 51-й главы, написанных письмом нагари, а Уттара-кханда состоит из 45-ти глав на письме ория.

## Дополнение
К «Шива-пуране» иногда также относят пять других самхит: Ишана-самхиту, Ишвара-самхиту, Сурья-самхиту, Тиртхакшетрамахатмья-самхиту и Манави-самхиту.